# Mercosul International 2017
Die Mercosul International 2017 (auch Mercosul Internacional 2017 genannt) im Badminton fanden vom 18. bis zum 22. Oktober 2017 in Foz do Iguaçu statt. Es war die vierte Auflage dieser Turnierserie.

## Sieger und Platzierte
| Disziplin    | Gold                               | Silber                                      | Bronze                                      |
| ------------ | ---------------------------------- | ------------------------------------------- | ------------------------------------------- |
| Herreneinzel | Luis Ramón Garrido                 | Duarte Nuno Anjo                            | Kevin Cordón                                |
| Herreneinzel | Luis Ramón Garrido                 | Duarte Nuno Anjo                            | Anibal Marroquín                            |
| Dameneinzel  | Fabiana Silva                      | Bianca Oliveira Lima                        | Ashley Montre                               |
| Dameneinzel  | Fabiana Silva                      | Bianca Oliveira Lima                        | Lohaynny Vicente                            |
| Herrendoppel | Jonathan Solís Rodolfo Ramírez     | Kevin Cordón Anibal Marroquín               | Cristian Araya Iván León                    |
| Herrendoppel | Jonathan Solís Rodolfo Ramírez     | Kevin Cordón Anibal Marroquín               | Phillip Chew Ryan Chew                      |
| Damendoppel  | Paula Pereira Fabiana Silva        | Diana Corleto Soto Mariana Isabel Paiz Quan | Manoela Koepsel Bianca Oliveira Lima        |
| Damendoppel  | Paula Pereira Fabiana Silva        | Diana Corleto Soto Mariana Isabel Paiz Quan | Camila Macaya Ashley Montre                 |
| Mixed        | Artur Silva Pomoceno Fabiana Silva | Anibal Marroquín Mariana Isabel Paiz Quan   | Dino Delmastro Florencia Bernatene          |
| Mixed        | Artur Silva Pomoceno Fabiana Silva | Anibal Marroquín Mariana Isabel Paiz Quan   | Felipe Roberto Mendes Ribeiro Paula Pereira |